# 9e corps de réserve (Empire allemand)
Pour les articles homonymes, voir 9e corps d'armée.
Le 9e corps de réserve est une grande unité de l'armée de l'Empire allemand.

## Première Guerre mondiale

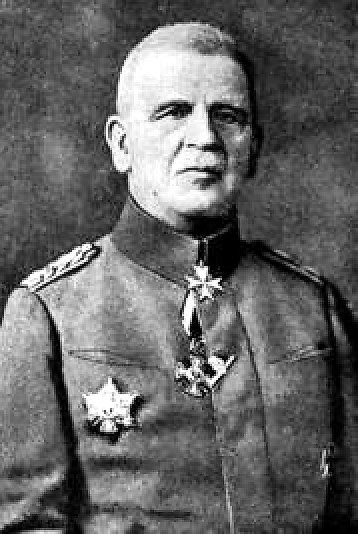
Max von Boehn

Lors de la mobilisation au début de la Première Guerre mondiale, le général d'infanterie von Boehn est réactivé et nommé général commandant du 9e corps de réserve. Le chef d'état-major général est le colonel von Stolzmann (de), la 17e division de réserve est dirigée par le lieutenant-général Wagener et la 18e division de réserve est placée sous le commandement du général d'infanterie Karl Gronen (de).
Jusqu'au 22 août 1914, le corps est chargé de la protection des côtes du Schleswig-Holstein contre un éventuel débarquement britannique. Ces craintes ne s'étant pas concrétisées, le corps est évacué vers la Belgique le 23 août. Le 25 août, des unités subordonnées sont impliquées à Louvain, qui dégénèrent en crimes de guerre. Il s'ensuit des combats près de Malines et l'attaque de la forteresse de Termonde. Après le retrait de l'aile de l'armée allemande de la Marne, le corps reçoit l'ordre d'avancer en renfort de la Belgique vers l'aile droite de la 1re armée via Saint-Quentin. Le 11 septembre, les troupes de Boehn atteignent la ligne Tournai-Leuze, la 7e division de cavalerie qui les accompagne se trouve sur la ligne Marchiennes-Solesmes. Au soir du 12 septembre, le corps d'armée se trouve au nord de Denain et près de Valenciennes.
Lors de la bataille de l'Aisne, la 18e Division de réserve atteint Noyon le 14 septembre dans l'après-midi en provenance de Saint-Quentin, des éléments prennent à revers l'ennemi qui se dirige vers Blerancourt depuis Carlepont et protégent l'aile droite extérieure contre les intentions d'encerclement de l'ennemi. Le 16 septembre, la 18e division de réserve progressa entre Sémigny et Pontoise jusqu'à la lisière de la forêt au nord-est de Carlepont. La 17e division de réserve est en train d'avancer de Thiescourt sur Ribecourt. Les deux divisions se sont heurtées à la résistance la plus dure des Français au nord-est de Carlepont et se sont enlisées. La 7e division de cavalerie assure le flanc droit à Margny et échoue dans sa tentative d'avancer sur Compiègne via Lassigny, avant Elincourt. Le 20 septembre, l'aile droite de la 1re armée avec le 9e corps d'armée gagne la ligne Bailly-Tracy le Val et la 18e division de réserve qui la suit plus à l'ouest gagne la ligne au nord de Puisaleine-Autrêches. La 4e brigade bavaroise et la 17e division de réserve assurent à l'extrême droite la ligne Lassigny-Dreslincourt.
En octobre 1914, le corps d'armée repousse les attaques de la 2e armée française nouvellement déployée entre Roye et Noyon. À l'aile droite, le 18e corps d'armée, nouvellement arrivé, s'est rallié au front. Les deux corps passent à la guerre des tranchées.
À partir du 21 octobre 1915, le corps d'armée est subordonné à la 6e armée et des combats de tranchées s'ensuivent en Flandre et en Artois. Le 21 février 1916, il réussit à prendre d'assaut la "hauteur Gießler" près d'Angres, d'autres combats suivent à Givenchy.

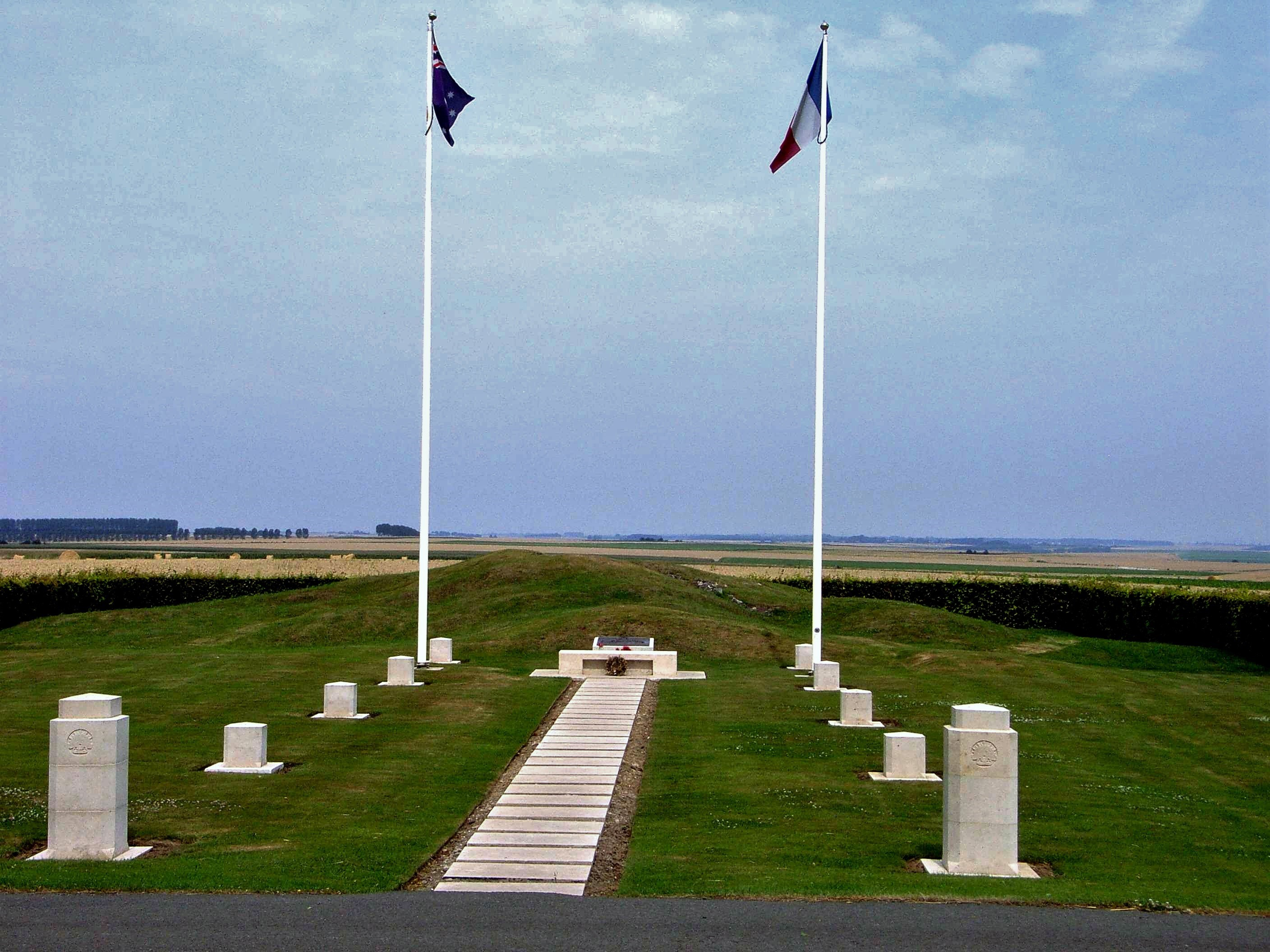
Mémorial sur la colline du moulin près de Pozières

Le 19 juillet 1916, le corps est incorporé à la 1re armée nouvellement créée et jeté dans la bataille de la Somme. Le groupe Boehn combat aux côtés des 17e et 18e divisions de réserve, avec les 5e et 117e division d'infanterie à la bataille de la Somme et est remplacé par le 19e corps d'armée (de) après la perte de Pozières. À partir du 25 août, le corps combat à nouveau auprès de la 6e armée dans les Flandres et en Artois, avant de revenir à nouveau dans la Somme le 26 septembre 1916. À partir du 26 octobre 1916, le corps d'armée se trouve en formation de la 4e armée dans de nouvelles tranchées sur l'Yser.

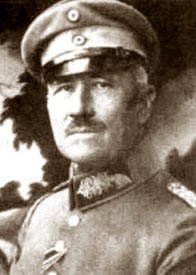
Karl Dieffenbach

En février 1917, le corps d'armée se trouve devant Ypres sous les ordres du lieutenant-général Karl Dieffenbach, avant de prendre en charge le 2 avril le secteur sud de la 6e armée entre Saint-Laurent et Croisilles et d'être engagé dans la bataille de printemps d'Arras. Le corps, désormais appelé groupe "Arras", tient alors la Font dans l'avant-terrain est d'Arras - la 11e division d'infanterie et 17e division de réservese trouvent à Monchy, la 18e division de réserve entre Guenappe et Wancourt, la 220e division d'infanterie se trouve à Cherisy et Fontaine-lès-Croisilles. Pendant la grande attaque anglaise du 9 avril 1917, la 18e division d'infanterie arrive déjà en relève à Gavrelle et la 17e division d'infanterie près de Baileul-Gabain jusqu'au front.
Après la perte de l'arc de front de Wytschaete (bataille de Messines) par le commandement général du 19e corps d'armée le 7 juin 1917, le corps est transféré dans les Flandres pour diriger le groupe "Wytschaete" de la 4e armée transférée en Flandre. Le 20 juin, les 11e, 24e, 119e, 195e et 207e divisions d'infanterie sont subordonnées au groupe . Lors de la Grande Bataille des Flandres, le corps "Dieffenbach" lutte pendant plusieurs mois sur la partie sud de la bataille pour préserver la nouvelle ligne de front Hollebeke-Zandvoorde-ouest Warneton.
En janvier 1918, le groupe "Dieffenbach" est affecté à la 17e armée nouvellement formée pour l'offensive de printemps prévue. Le 22 mars 1918, les troupes subordonnées combattent lors de la bataille de Monchy-Cambrai puis participent à l'attaque de la Scarpe. À partir du 11 avril 1918, le groupe "Dieffenbach" rejoint à nouveau la 6e armée en Flandre, prend le commandement des 16e, 239e et 240e divisions d'infanterie (de) pendant la 4e bataille des Flandres au sud de Merville et poursuit l'attaque face à la 1re armée britannique (Horne) vers Robecq.
De mai à août 1918, de nouveaux combats ont lieu en Artois et en Flandre française. Ensuite, le commandement de l'armée déplace le 9e Corps de réserve pour renforcer la 1re armée, sévèrement acculée dans la région de Soissons-Reims. Après les combats de retraite qui suivent, le corps d'armée se bat en septembre 1918 lors de la deuxième bataille de Cambrai.

## Composition
Au début de la Première Guerre mondiale, le corps est composé de :
- 17e division de réserve
  - 81e brigade d'infanterie (de)
  - 33e brigade d'infanterie de réserve
  - 6e régiment de hussards de réserve
  - 17e régiment d'artillerie de campagne de réserve
- 18e division de réserve
  - 34e brigade d'infanterie de réserve
  - 35e brigade d'infanterie de réserve
  - 7e régiment de hussards de réserve
  - 18e régiment d'artillerie de campagne de réserve
  - 1re et 2e compagnie de réserve du 9e bataillon du génie
- Artillerie à pied
- 31e régiment du génie

créé à partir de :
- Personnel : 9e bataillon du génie schleswigois-holsteinois
- Bataillon du génie de la Garde
- 28e bataillon du génie

## Général commandant
| Grade                  | Nom              | Date                                               |
| ---------------------- | ---------------- | -------------------------------------------------- |
| General der Infanterie | Max von Boehn    | 2 août 1914 au 1er février 1917                    |
| Generalleutnant        | Victor Kühne     | 2 février au 12 mars 1917 (chargé de la direction) |
| Generalleutnant        | Karl Dieffenbach | 12 mars 1917 au 8 novembre 1918                    |